# Llangefni
Llangefni – miasto w północno-zachodniej Walii (Wielka Brytania), ośrodek administracyjny hrabstwa Anglesey, położone w środkowej części wyspy Anglesey. Zgodnie ze spisem powszechnym przeprowadzonym w 2001 roku, Llangefni liczy 4499 mieszkańców. Spis pokazał również, że 83,8% ogółu mieszkańców płynnie mówi w języku walijskim, przy czym najpowszechniejsza jego znajomość mieści się w przedziale wiekowym 10-14 lat, gdzie aż 95,2% jest zdolnych do komunikacji w tym języku.